# Конституционный суд Республики Таджикистан
Конституционный суд Республики Таджикистан создан в 1995 году. Состоит из 7 человек: председателя, заместителя и пяти судей, один из которых является представителем Горно-Бадахшанской автономной области. Право обращения в суд имеют: президент, правительство, члены парламента, народные депутаты областей, городов и районов, генеральный прокурор, омбудсмен, юридические лица, трое судей КС РТ, другие судьи РТ, а также (по вопросам о нормах права, применённых судом в их делах) все граждане РТ. По сообщению председателя суда, сделанному в 2010 году, за два года суд рассмотрел 7 конституционных дел. В 2008 году компетенция суда расширена.

## Председатели
- Избилло Ходжаев
- Абдуллоев, Файзулло (1996-2000)
- Махмадназар Салихов (2000—2003)
- Алиев, Зариф[3]
- Махмудов, Махкам Азамович 2009—